# Boulderen

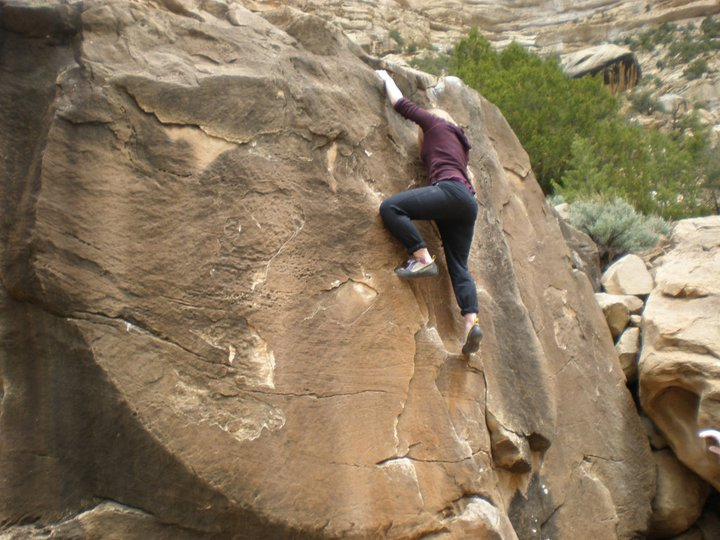
Boulderen in de vrije natuur

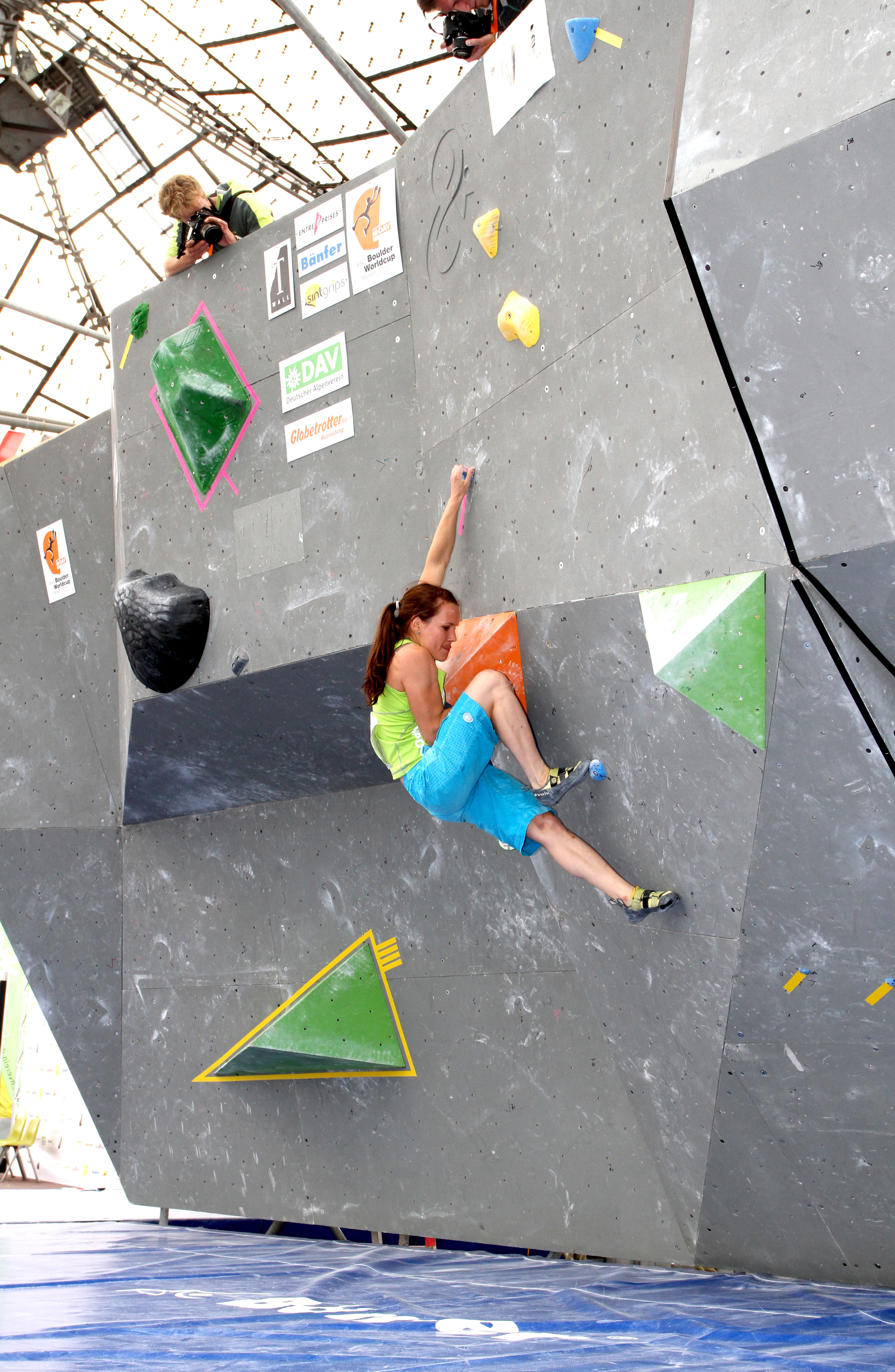
De Duitse Dorothea Karalus tijdens het wereldkampioenschap boulderen in 2012

Boulderen is een discipline binnen de klimsport en betekent het klimmen van een korte route op een vaak dicht bij de grond gelegen echte of kunstmatige rots (ook wel een boulder genoemd) zonder het gebruik van een touw of andere vorm van zekering, anders dan een valmat. Voor kunstmatige boulders wordt doorgaans een maximale hoogte van 4,5 meter gehanteerd vanwege de veiligheid.
Bij boulderen wordt in Nederland en België, net als bij routeklimmen, de Franse gradatie aangehouden. Een bouldergradatie is echter anders dan die van een lange route. Vaak wordt gezegd dat de waardering van een boulder (bv. 6a) even moeilijk is als de crux uit een route die drie gradaties hoger ligt (dus 6b+).
Het "spotten" bij het boulderen bestaat in het volgen van de klimmer zodat hij veilig neerkomt bij een mogelijke val. Het aanzienlijke aantal ongevallen bij het boulderen toont aan dat deze monitoring een niet te veronachtzamen preventieve bezigheid is.

## Boulderen in competitieverband
Een boulderwedstrijd bestaat uit een reeks boulders die klimmers moeten klimmen. Per geklommen boulder krijgt de klimmer van de scheidsrechter punten toegekend. De ranking wordt bepaald door volgende criteria (in dalende volgorde van belang):
- Het aantal keren dat een klimmer een boulder voltooide
- Het aantal pogingen dat een klimmer ondernam om deze boulders te voltooien
- Het aantal zonegrepen dat de klimmer behaalde
- Het aantal pogingen dat de klimmer nodig had om deze zonegrepen te behalen

Er wordt onderscheid gemaakt tussen twee soorten boulderwedstrijden:
Après-travailKlimmers krijgen een bepaalde periode (doorgaans meerdere uren) om zo veel mogelijk boulders te voltooien. Deze officiële tijd wordt soms voorafgegaan door een kleinere periode waarin de klimmers in de routes mogen werken. Dit houdt in dat ze met de boulders mogen kennismaken door ze te proberen zonder dat dit meetelt voor de ranking.
A vue of On sightDe klimmers worden tussen de verschillende boulders in isolatie gehouden. Zij krijgen slechts een korte tijdsperiode (meestal 6 minuten) om de route te klimmen. Deze vorm verlangt van de klimmer meer creativiteit en verhoogt het wedstrijdelement.
Opbouw van een wedstrijdboulder: De International Federation of Sport Climbing (IFSC) stelde voor wedstrijdboulders volgende richtlijnen:
- Een boulder bevat maximaal twaalf handgrepen
- De begingrepen voor de handen (soms ook voor voeten) zijn aangeduid met plakband in dezelfde kleur als die waarmee de eindgreep aangeduid wordt
- Iedere route bevat een zonegreep (gemarkeerd met plakband in een andere kleur dan de begin- en eindgrepen)
- Eventueel geldende grenzen voor de klimmer zijn aangeduid met rode of zwarte plakband

Een boulder is voltooid wanneer de klimmer de eindgreep met beide handen stabiel kan vasthouden en de scheidsrechter dit heeft erkend door "oké" te zeggen. Een zonegreep (ook wel bonus) wordt toegekend wanneer de klimmer deze stabiel kan vasthouden. Een voltooide boulder impliceert altijd het behalen van de zonegreep, ook wanneer deze niet gebruikt werd.
- Nationale Bibliotheek van Tsjechië: ph255088